# Jason Duff
Jason Duff, född den 27 oktober 1972 i Melbourne, Australien, är en australisk landhockeyspelare.
Han tog OS-brons i herrarnas landhockeyturnering i samband med de olympiska landhockeytävlingarna 2000 i Sydney.